# Luan Vieira
Luan Guilherme de Jesus Vieira, más conocido como Luan (São José do Rio Preto, 27 de marzo de 1993) es un futbolista brasileño que juega como delantero o medio centro ofensivo. Actualmente, se encuentra como agente libre.

## Carrera

### Inferiores
Luan nació en São José do Rio Preto, São Paulo. Después de comenzar en el fútbol sala y jugar para clubes de aficionados en su estado natal, se unió a Tanabi en 2012, inicialmente para aparecer en el Campeonato Paulista Segunda División.
Luan anotó dos goles en nueve partidos con Tanabi, siendo también un compañero de equipo de Tulio Maravilha. Posteriormente representó a su club de su ciudad América-SP en 2013 la Copa São Paulo de Futebol Júnior, mientras que todavía propiedad de Tanabi.
El 8 de febrero de 2013, Luan se unió a Catanduvense hasta el final del año, por una tarifa de R$ 120,000. Hizo su primera aparición en el club ocho días después, como suplente en la segunda mitad en una derrota por 1–3 en casa contra Santo André.

### Grêmio
Poco después de hacer su debut con Catanduvense, Luan se mudó a Grêmio y regresó al fútbol juvenil; más tarde compró el 50% de sus derechos federativos por solo R$ 300,000. Fue ascendido al primer equipo en diciembre de 2013, principalmente como respaldo de Kléber y Hernán Barcos.
Luan hizo su primer debut en el equipo para Tricolor el 19 de enero de 2014, comenzando en una derrota por 0-1 en el Campeonato Gaúcho ante el São José. Marcó el primer gol para el club diez días después, logrando el empate en el empate 1–1 ante Brasil de Pelotas.
Luan terminó el torneo con 14 apariciones y tres goles, ya que su equipo terminó segundo. Hizo su debut en el Brasileirão el 27 de abril de 2014, comenzando con una victoria por 2-1 en casa ante el Atlético Mineiro.
Luan anotó su primer gol en la categoría principal de fútbol brasileño el 17 de agosto de 2014, logrando el primer gol a través de un penal en un éxito en casa 2-0 sobre Criciúma. Marcó tres goles más en la campaña, debutando en la Copa Libertadores de aquel año.
El 29 de marzo de 2015, Luan anotó todos los goles en una victoria por 2-0 en casa contra São Paulo-RS. En el Brasileirão de ese año, anotó diez goles para ayudar a su equipo a terminar tercero; los aspectos más destacados incluyen golear a sus feroces rivales Internacional (5-0 victoria en casa) y Palmeiras (2-3 derrotas fuera de casa).
El 30 de noviembre de 2015, Luan se incluyó en el equipo del año de Brasileirão, siendo el mejor alero del torneo junto al Ricardo Oliveira de Santos.
Luan es el máximo goleador del estadio Arena do Grêmio, con 29 goles. En agosto de 2017, se informó que Liverpool había enviado exploradores para monitorear su progreso.
En el año 2016, consiguió alzar la Copa de Brasil 2016 en su pais. En ese mismo año fue convocado para jugar en Juegos Olímpicos de Río de Janeiro 2016.
Fue elegido el mejor jugador de la Copa Libertadores 2017. Fue el autor de uno de los goles de Grêmio en la final contra Lanús de Argentina.
Luan dejó Grêmio a finales de 2019, fueron 293 partidos jugados con la camiseta Gremista y 77 goles marcados. En total, sumó seis logros, como el Tricampeonato da Copa Libertadores en 2017, el Pentacampeonato da Copa do Brasil en 2016, la Recopa Sudamericana en 2018, el Bicampeonato Gaúcho en 2018 y 2019, además de la Recopa Gaúcha en 2019.

### Corinthians
Luan puso fin a una etapa turbulenta en el Corinthians, marcada por el escaso rendimiento y un episodio de agresividad por parte de los aficionados. En total, jugó 80 partidos, anotó 11 goles y dio cinco asistencias para el Timão, donde tenía contrato hasta el final de esta temporada. 

### Santos
El 28 de agosto de 2022, Luan debutó como titular con el Santos, anotando su primer gol con el club, abriendo la ventaja para el Santos en el minuto 35 del primer tiempo. Santos venció por 2-0 a Athletico Paranaense, en partido válido por la 28ª jornada de la serie A del Campeonato Brasileño, en Vila Belmiro, en Santos.
Luan dejó Santos, donde disputó 8 partidos (4 como titular), 1 gol, 1 asistencia en 453 minutos en el campo.

### Grêmio
El 27 de julio de 2023, Luan regreso a Grêmio luego de su paso por el Corinthians donde firmó contrato hasta diciembre de 2023.

### Vitória
El 11 de enero de 2024, Vitória acordó fichar a Luan, que estaba libre en el mercado. Firmó un contrato válido por dos temporadas con el equipo bahiano para la disputa del Campeonato Brasileño de la Serie A.
Poco después de su contratación con el Vitória, solo alcanzó a jugar un total de 6 partidos, sin anotar un solo gol. En abril de 2024, el club anuncio oficialmente su salida después de 95 dias.

## Selección nacional
Luan participa con la selección sub-20 de Brasil en el Torneo Esperanzas de Toulon de 2014. Durante ese torneo, consigue marcar tres goles y Brasil se proclama campeón batiendo a Francia en la final.
Luan participó con Brasil en los Juegos Olímpicos de 2016 celebrados en Río de Janeiro, en donde se proclamó campeón, siendo un hombre fundamental en la obtención de la medalla.

## Clubes
| Club                  | País   | Año         |
| --------------------- | ------ | ----------- |
| Catanduvense          | Brasil | 2013        |
| Grêmio                | Brasil | 2014 - 2020 |
| Corinthians           | Brasil | 2020 - 2022 |
| Santos Futebol Clube  | Brasil | 2022        |
| Grêmio                | Brasil | 2023        |
| Esporte Clube Vitória | Brasil | 2024        |

## Estadísticas
- Actualizado al último partido jugado el 19 de febrero de 2022.

| Club                  | Temporada           | Liga  | Liga  | Liga   | Campeonato Estatal | Campeonato Estatal | Campeonato Estatal | Copa Nacional | Copa Nacional | Copa Nacional | Copa Internacional | Copa Internacional | Copa Internacional | Total | Total | Total  |
| Club                  | Temporada           | Part. | Goles | Asist. | Part.              | Goles              | Asist.             | Part.         | Goles         | Asist.        | Part.              | Goles              | Asist.             | Part. | Goles | Asist. |
| --------------------- | ------------------- | ----- | ----- | ------ | ------------------ | ------------------ | ------------------ | ------------- | ------------- | ------------- | ------------------ | ------------------ | ------------------ | ----- | ----- | ------ |
| Tanabi · Brasil       | 2012                | 0     | 0     | 0      | 9                  | 2                  | 0                  | -             | -             | -             | -                  | -                  | -                  | 9     | 2     | 0      |
| Tanabi · Brasil       | Total               | 0     | 0     | 0      | 9                  | 2                  | 0                  | -             | -             | -             | -                  | -                  | -                  | 9     | 2     | 0      |
| Catanduvense · Brasil | 2013                | 0     | 0     | 0      | 1                  | 0                  | 0                  | -             | -             | -             | -                  | -                  | -                  | 1     | 0     | 0      |
| Catanduvense · Brasil | Total               | 0     | 0     | 0      | 1                  | 0                  | 0                  | -             | -             | -             | -                  | -                  | -                  | 1     | 0     | 0      |
| Grêmio · Brasil       | 2014                | 28    | 4     | 2      | 14                 | 3                  | 3                  | 1             | 0             | 0             | 7                  | 1                  | 0                  | 50    | 8     | 5      |
| Grêmio · Brasil       | 2015                | 33    | 10    | 7      | 15                 | 4                  | 2                  | 8             | 3             | 3             | -                  | -                  | -                  | 56    | 17    | 12     |
| Grêmio · Brasil       | 2016                | 25    | 6     | 3      | 13                 | 5                  | 4                  | 8             | 1             | 0             | 8                  | 0                  | 4                  | 54    | 12    | 11     |
| Grêmio · Brasil       | 2017                | 20    | 6     | 6      | 12                 | 3                  | 3                  | 6             | 1             | 2             | 14                 | 8                  | 1                  | 52    | 18    | 12     |
| Grêmio · Brasil       | 2018                | 16    | 1     | 6      | 8                  | 3                  | 0                  | 3             | 2             | 0             | 10                 | 4                  | 3                  | 37    | 10    | 9      |
| Grêmio · Brasil       | 2019                | 20    | 4     | 7      | 7                  | 5                  | 3                  | 3             | 0             | 0             | 6                  | 0                  | 0                  | 36    | 9     | 10     |
| Grêmio · Brasil       | Total               | 142   | 31    | 31     | 69                 | 23                 | 15                 | 29            | 7             | 5             | 45                 | 13                 | 8                  | 285   | 74    | 59     |
| Corinthians · Brasil  | 2020                | 22    | 2     | 1      | 16                 | 2                  | 4                  | 2             | 0             | 0             | 2                  | 1                  | 0                  | 42    | 5     | 5      |
| Corinthians · Brasil  | 2021                | 18    | 0     | 0      | 9                  | 1                  | 2                  | 2             | 0             | 0             | 4                  | 3                  | 0                  | 33    | 4     | 2      |
| Corinthians · Brasil  | 2022                | 0     | 0     | 0      | 3                  | 0                  | 0                  | -             | -             | -             | -                  | -                  | -                  | 3     | 0     | 0      |
| Corinthians · Brasil  | Total               | 40    | 2     | 1      | 28                 | 3                  | 6                  | 4             | 0             | 0             | 6                  | 4                  | 0                  | 78    | 9     | 7      |
| Grêmio · Brasil       | 2023                | 8     | 1     | 1      | -                  | -                  | -                  | -             | -             | -             | -                  | -                  | -                  | 8     | 1     | 1      |
| Grêmio · Brasil       | Total               | 8     | 1     | 1      | -                  | -                  | -                  | -             | -             | -             | -                  | -                  | -                  | 8     | 1     | 1      |
| Total en su carrera   | Total en su carrera | 190   | 34    | 33     | 107                | 28                 | 21                 | 33            | 7             | 5             | 51                 | 17                 | 8                  | 381   | 86    | 67     |

## Palmarés

### Torneos estatales
| Título            | Club   | Estado             | Año  |
| ----------------- | ------ | ------------------ | ---- |
| Campeonato Gaúcho | Grêmio | Río Grande del Sur | 2018 |
| Recopa Gaúcha     | Grêmio | Río Grande del Sur | 2019 |
| Campeonato Gaúcho | Grêmio | Río Grande del Sur | 2019 |

### Torneos nacionales
| Título         | Club   | País   | Año  |
| -------------- | ------ | ------ | ---- |
| Copa de Brasil | Grêmio | Brasil | 2016 |

### Torneos internacionales
| Título              | Club                | Sede           | Año  |
| ------------------- | ------------------- | -------------- | ---- |
| Juegos Olímpicos    | Selección de Brasil | Río de Janeiro | 2016 |
| Copa Libertadores   | Grêmio              | Lanús          | 2017 |
| Recopa Sudamericana | Grêmio              | Porto Alegre   | 2018 |

### Distinciones individuales
| Distinción                            | Año  |
| ------------------------------------- | ---- |
| Mejor Jugador de la Copa Libertadores | 2017 |
| Futbolista del año en Sudamérica      | 2017 |
| Equipo Ideal de América               | 2017 |